# Палий, Семён

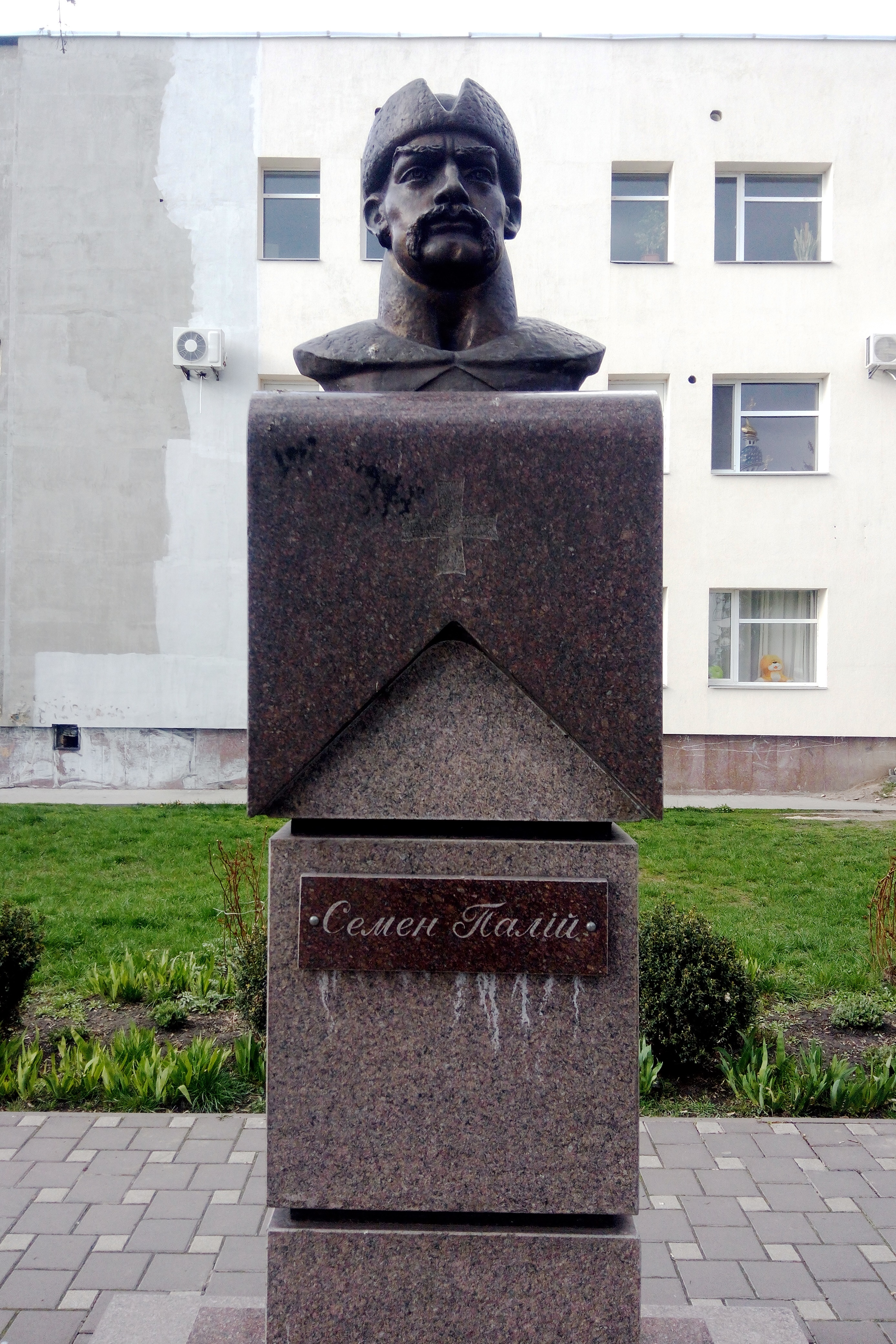
Бюст Семёну Палию в Фастове.

Семён Пали́й или Пале́й (настоящее имя Семён Филиппович Гурко́; 1640-е — между 23 января и 13 мая 1710) — полковник белоцерковский (фастовский), руководитель названного его именем восстания украинского народа «Палеевщина» против польского правительства на Правобережной Украине в конце XVII — начале XVIII веков.
«Палий» в буквальном смысле — «сжигатель», прозвище данное народом Семёну Филипповичу Гурко́.

## История
Семён родился в городе Борзне (современная Черниговская область) в казацкой семье, в другом источнике родом из-под города Борзны. Учился в Киево-Могилянском коллегиуме. Во время освободительных боёв украинского народа его отец Филипп (известен как Гурко) записался казаком в Нежинский полк.
В 1660-х годах Семён служил в Запорожской Сечи, где отличался военными и организаторскими качествами. Пётр I разрешил Палею и казакам переходить в Левобережную Украину и селиться там. В начале 1680-х годов (1685 году) несколько полков во главе с Семёном Палием перешли на малозаселённую территорию южной Киевщины. Их опорным пунктом стал Фастов (Хвастово). В 1683 году отряд возглавляемых им казаков принимал участие в разгроме турок под Веной. В 1684—1685 годах при содействии Палия были созданы Фастовский, Богуславский, Брацлавский и Корсунский полки.
В 1680—1690 годы совместно с левобережными казаками он боролся против войск Османской империи и Крымского ханства, ставя главной своей целью освобождение Правобережной Украины и присоединение её к Гетманщине.
В конце 1680-х годов борьба против польской шляхты, возглавляемая Палием, велась на значительной территории. 21 апреля 1686 года Палий обратился письмом к гетману Левобережной Украины Ивану Мазепе, в котором сообщал о победе над крымскими татарами под Белой Церковью и просил о поддержке в дальнейших действиях. 
В 1688 году С. Палий впервые обратился к московскому правительству с прошением объединить Правобережную и Левобережную Украины в составе единого гетманского государства под покровительством верховного царя московского, однако в связи с мирным договором 1686 года между Россией и Польшей его инициатива не была поддержана.
Получив отказ со стороны Москвы, Палий решил искать помощи со стороны поляков — у короля Яна III. В июне 1692 года в Фастов прибыла делегация киевского сотника Кшиштофа Ласки и активность польских войск снизилась. Однако в 1699 году Польский Сейм принял решение о ликвидации казачества, что стало толчком к началу национально-освободительного восстания, которое Палий и возглавил (при активном сотрудничестве с популярным правобережным полковником Самусем).
После неудачной попытки получить поддержку в борьбе с Польшей со стороны Москвы и Гетманщины, Палий попытался найти союзников среди приближённых Карла XII (Любомирского и Сапеги). Затем, после занятия Правобережья гетманом Мазепой, пытался заигрывать и с ним. Однако Мазепа, побоявшись конкуренции со стороны очень популярного на Правобережье полковника, приказал арестовать Палия (июль 1704 года), оговорив его перед русским царём. Захваченный изменнически в 1704 (15 июня) Мазепой, около года полковник содержался в тюрьме Батуринской крепости. Позже был отослан в Москву, по наветам гетмана Мазепы, в 1705 году по приказу Петра I Палий был сослан в Тобольск, в другом источнике в Енисейск. В 1708 году, после того как Мазепа открыто выступил против Петра Первого, Семён Палий был реабилитирован, возвращён на родину и назначен полковником Белоцерковского полка. Участвовал в Полтавской битве.
В начале 1710 года известный казак умер и был похоронен в Киево-Межигорском монастыре.

## Память
Его популярность была велика, о чём свидетельствует масса народных песен и легенд, где он фигурирует в качестве сказочного героя.